# Розлон (Индиана)
Ро́злон (англ. Roselawn), часто ошибочно Роузлон — статистически обособленный городок на границе округов Ньютон и Джаспер, штат Индиана (США).

## География
Расположен на трассе I-65 на удалении 51,6 мили (83 км) к юго-востоку от Чикаго. На 2010 год площадь Розлона составляла 8,12 мили² (21,03 км²), а центр расположен на высоте 682 фута (208 м).

## Демография
По данным переписи 2000 года, население Розлона составляло 3933 человека, в том числе 1286 домохозяйств и 1099 семей, которые проживали в 1326 единицах жилья. Плотность населения составляла 484,4 человека на кв. милю или 187 человек на км². По расовому составу подавляющее большинство (97,3 %) были европейской расы, афроамериканцев — 0,15 %, индейцев — 0,13 %, азиатов — 0,18 %, океанийцев — 0,97 %, а остальных рас — 0,99 %. На долю испаноязычных латиноамериканцев приходилось 3,33 % населения. Средний доход домохозяйств составлял $ 48 625, а средний доход на семью — $ 49 351. По половому признаку — доход мужчин составлял $ 42 284 против $ 18 208 у женщин. Средний доход на душу населения составлял $ 19 136. 4,3 % семей и 3,9 % населения находились ниже черты бедности, в том числе 3,0 % населения моложе 18 лет, но ни одного от 65 лет и старше.
По данным 2010 года, в Розлоне проживал уже 4131 человек, в том числе 2060 мужчин (49,9 %) и 2071 женщина (50,1 %), а средний возраст составлял 37,5 лет. Средний доход на душу населения составлял по оценке $ 22 916, а на каждый дом — $ 120 409. Средняя арендная плата за дом составляла $ 867.

## История
Розлон был основан в 1882 году.

### «Столицанудизма»
В начале 1930-х годов в Розлоне был основан первый нудистский курорт — Натуристский парк Зоро (англ. Zoro Nature Park). Его основателем был Алоис Кнапп (нем. Alois Knapp) — адвокат с немецкими корнями из Чикаго, идеолог натуризма, нередко называемый «Отцом американского натуризма». «Зоро» рекламировался как самый большой нудистский курорт в мире, и его посещало большое число туристов из средней части Запада. Через некоторое время клуб стал собственностью семейной пары: Дэйла и Мэри Дрост (англ. Dale Drost и Mary Drost). В 1960-х владельцем клуба становится их сын Дик (англ. Dick Drost). При нём курорт достиг своего расцвета: был переименован в Обнажённый город (англ. Naked City), в нём стали проводить различные конкурсы, в том числе «Мисс Обнажённая Вселенная» (англ. Miss Nude Universe), а перед входом были установлены солнечные часы, выполненные в виде женской ноги длиной 63 фута (19 м).

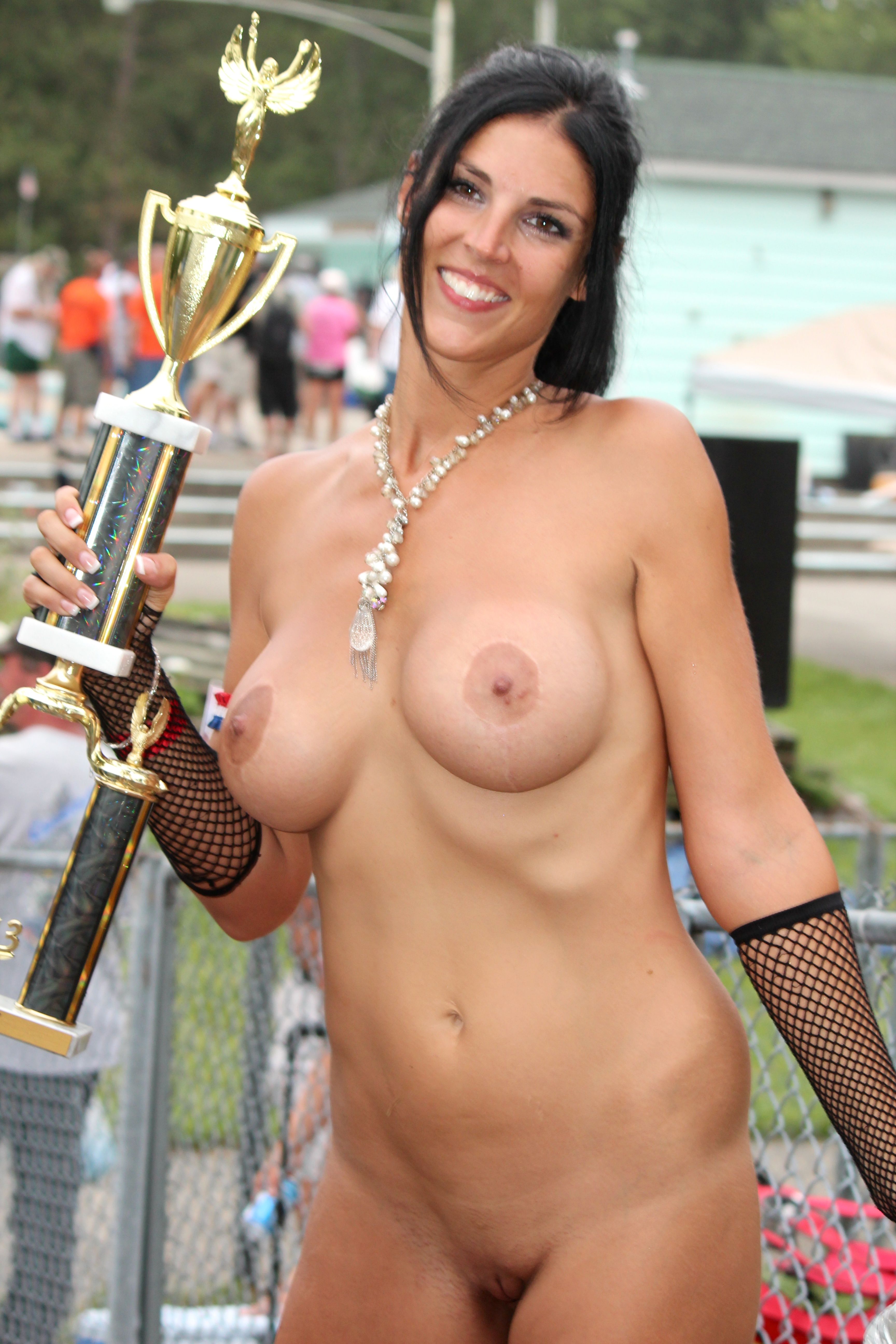
На фестивале в «Пондеросе» в 2013 году

Но в 1985 году Дик Дрост был обвинён в растлении 13-летней девочки, в том числе показе ей фильмов непристойного содержания. 24 марта 1986 года 50-летний Дрост признал себя виновным, после чего был приговорён к 10 годам условного заключения, а также на этот период ему был запрещён въезд в штат Индиана. Дик Дрост переехал в Калифорнию и больше никогда не возвращался в Розлон. Закрывшийся курорт вновь открылся только через несколько лет и уже под названием Аура Солнца (англ. Sun Aura Resort).
В миле от «Ауры» расположен ещё один курорт для нудистов — Солнечный клуб Пондероса (англ. Ponderosa Sun Club), основанный на рубеже 1930—1940-х годов. В настоящее время это фактически община натуристов с населением в шесть сотен человек. Политика общины направлена на популяризацию нудизма среди молодёжи, так как этому течению подвержены люди в основном в возрасте от 35 до 55 лет. В «Пондеросе» дважды в год проводят обнажённые фестивали, а также теперь здесь проводится переехавший из «Ауры» конкурс «Мисс Обнажённая Вселенная».
В штате Индиана натуристские лагеря помимо Розлона расположены также в таких местах, как Валпарейзо, Грейнджер, Блумингтон и Сентервилл.

### Авиакатастрофа 1994 года
В понедельник 31 октября 1994 года в нескольких милях к югу от Розлона произошла одна из крупнейших в штате и стране авиакатастроф. Пассажирский ATR 72 бренда American Eagle Airlines выполнял пассажирский рейс 4184 в Чикаго, но около получаса находился в зоне ожидания в северо-западной части Индианы. Когда экипажу было дано разрешение на выполнение захода на посадку в Чикаго, то в процессе снижения авиалайнер неожиданно резко накренился, перевернулся, а затем потеряв более двух с половиной километров высоты врезался в поле близ Розлона, при этом погибли все находящиеся на борту 68 человек. Американская комиссия пришла к заключению, что причиной катастрофы стало обледенение самолёта из-за недостатков конструкции крыла. После розлонской катастрофы эксплуатация самолётов модели ATR в северной части США была прекращена.